# Pero homodoxa
Pero homodoxa är en fjärilsart som beskrevs av Louis Beethoven Prout 1928. Pero homodoxa ingår i släktet Pero och familjen mätare. Inga underarter finns listade i Catalogue of Life.